# Trio Mountain
Trio Mountain är ett berg i Kanada.   Det ligger i provinsen British Columbia, i den sydvästra delen av landet, 3 700 km väster om huvudstaden Ottawa. Toppen på Trio Mountain är 1 731 meter över havet, eller 1 065 meter över den omgivande terrängen. Bredden vid basen är 16,6 km.
Terrängen runt Trio Mountain är huvudsakligen bergig, men den allra närmaste omgivningen är kuperad.Trakten runt Trio Mountain är nära nog obefolkad, med mindre än två invånare per kvadratkilometer.. Det finns inga samhällen i närheten.
I omgivningarna runt Trio Mountain växer i huvudsak barrskog.